# Josef Furhammar
Karl Josef Furhammar, ursprungligen Karlsson, född 17 december 1892 i Sundsvall, död 31 juli 1969 i Eksjö församling, Jönköpings län, var en svensk journalist.
Furhammar kom som barn tillsammans med yngre brodern Gunnar Furhammar och föräldrarna muraren Karl Jakob Karlsson och Hilda Maria Kull till Eksjö. Han var under många år verksam vid Smålands-Tidningens redaktion i Eksjö, bland annat som redaktör i flera perioder från 1918. När ägaren Martin Karlgren sålde tidningen till familjen Hamrin 1938 blev Furhammar både redaktör och ansvarig utgivare, vilket han var under 20 år fram till 1958.
Han var sekreterare i kristliga ungdomsföreningen 1916–1918, i missionsförsamlingen 1918–1919 och vice ordförande i Allmänna nykterhetskommittén 1923–1925. Furhammar var också aktiv inom politiken. Han var sekreterare i Eksjö frisinnades förening 1928–1935, ordförande i Jönköpings läns frisinnades ungdomsförbund 1933–1934, ledamot av stadsfullmäktige från 1935 och ordförande i Folkpartiets lokalavdelning i Eksjö från 1939. Han var vice ordförande i styrelsen för Eksjö högre allmänna läroverk och i direktionen för Ulfsparre-Hägerflychtska länslasarettet från 1942 samt ordförande i folkskolestyrelsen från 1944.
Han gifte sig 1928 med Ruth Karlstedt (1904–1999) och fick sönerna Sten 1929, Bengt 1934 (död samma år) och Leif 1937.
Josef Furhammar är begravd på Gamla kyrkogården i Eksjö.